# Теоремы Кельвина
Теоре́мы Ке́львина — три теоремы в гидродинамике, названные в честь Томсона (Кельвина).
Обычно под теоремой Кельвина понимают основную теорему Кельвина о безвихревом движении.

## Теорема Кельвина о безвихревом движении
В 1849 году Уильям Томсон доказал теорему о минимальной кинетической энергии жидкости:
| если на границе некоторой односвязной области вихревое движение совпадает с безвихревым, то кинетическая энергия безвихревого движения в рассматриваемой области меньше кинетической энергии вихревого движения. |

### Доказательство первой теоремы Кельвина
Теорему Кельвина можно доказать, основываясь на том, что скорость в безвихревом движении потенциальна (v = gradφ) и что дивергенция скорости несжимаемой жидкости равна нулю, как для безвихревого, так и для вихревого движения. В самом деле, пусть ΔЧто-то = Что-товихр. − Что-тобезвихр.. Тогда для разности кинетических энергий можно записать:
{\displaystyle \Delta \!T={\frac {\rho }{2}}\iiint \limits _{\tau }[(\mathbf {V} +\mathbf {\Delta \!V} )^{2}-V^{2}]d\tau =\rho \iiint \limits _{\tau }\mathbf {V\,\Delta \!V} d\tau +{\frac {\rho }{2}}\iiint \limits _{\tau }|\mathbf {\Delta \!V} |^{2}d\tau ,}
где ρ — плотность жидкости, а τ — жидкий объём. Рассмотрим далее только первый интеграл справа:
{\displaystyle \iiint \limits _{\tau }\mathbf {V\,\Delta \!V} d\tau =\iiint \limits _{\tau }\operatorname {grad} \varphi \cdot \mathbf {\Delta \!V} d\tau ,}
а, так как div(φa) = φ diva + gradφ·a, интеграл можно преобразовать так:
{\displaystyle \iiint \limits _{\tau }\mathbf {V\,\Delta \!V} d\tau =\iiint \limits _{\tau }\operatorname {grad} \varphi \cdot \mathbf {\Delta \!V} d\tau =\iiint \limits _{\tau }\operatorname {div} (\varphi \mathbf {\Delta \!V} )d\tau -\iiint \limits _{\tau }\varphi \operatorname {div} (\mathbf {\Delta \!V} )d\tau =\iint \limits _{\sigma }\varphi (\mathbf {\Delta \!V} )_{n}d\sigma -\iiint \limits _{\tau }\varphi \Delta \!(\operatorname {div} \mathbf {V} )d\tau ,}
где σ — поверхность, ограничивающая объём τ, а индекс n обозначает нормальную составляющую вектора. Из условия теоремы следует, что на поверхности σ вихревое и безвихревое движения совпадают, т. е. ΔV = 0, кроме того по условию несжимаемости div V = 0. Таким образом, в последнем равенстве все слагаемые равны нулю и для разности кинетических энергий получается:
{\displaystyle \Delta \!T={\frac {\rho }{2}}\iiint \limits _{\tau }|\mathbf {\Delta \!V} |^{2}d\tau >0,}
из чего и следует теорема Кельвина.

## Кинематическая теорема Кельвина
Кинематическая теорема Кельвина позволяет с чисто кинематической стороны предсказать поведение вихревой трубки во времени. Формулировка теоремы такова:
| частная производная по времени от циркуляции скорости по замкнутому жидкому контуру равна циркуляции ускорения по этому же контуру. |

### Доказательство второй теоремы Кельвина
Вычислим частную производную по времени от циркуляции скорости по произвольному контуру C, не делая для начала предположения о его замкнутости.
{\displaystyle {\begin{aligned}{\frac {d}{dt}}\int \limits _{C}\mathbf {V\delta r} =\int \limits _{C}{\frac {d}{dt}}(\mathbf {V\cdot \delta r} )=\int \limits _{C}{\frac {d\mathbf {V} }{dt}}\cdot \mathbf {\delta r} +\int \limits _{C}\mathbf {V\cdot {\frac {d}{dt}}(\delta r)} =\\=\int \limits _{C}{\frac {d\mathbf {V} }{dt}}\cdot \mathbf {\delta r} +\int \limits _{C}\mathbf {V} \cdot \delta \left({\frac {d\mathbf {r} }{dt}}\right)=\int \limits _{C}{\frac {d\mathbf {V} }{dt}}\cdot \mathbf {\delta r} +\int \limits _{C}\delta \left({\frac {V^{2}}{2}}\right).\end{aligned}}}
Очевидно, при замыкании контура последний интеграл обратится в нуль. Таким образом:
{\displaystyle {\frac {d}{dt}}\Gamma _{C}(\mathbf {V} )={\frac {d}{dt}}\oint \limits _{C}\mathbf {V} \cdot \mathbf {\delta r} =\oint \limits _{C}\mathbf {\dot {V}} \cdot \mathbf {\delta r} =\Gamma _{C}(\mathbf {\dot {V}} ).}

## Теорема Кельвина о баротропной жидкости
Теорему Кельвина о баротропной жидкости также называют основной теоремой Кельвина, которая обосновывает возможность существования безвихревого движения:
| при движении баротропной идеальной жидкости под действием потенциальных сил циркуляция скорости по замкнутому жидкому контуру не изменяется. |

### Доказательство третьей теоремы Кельвина
Теорема легко доказывается на основе предыдущей теоремы подстановкой в правую часть выражения для ускорения в случае потенциальных сил: {\displaystyle \mathbf {\dot {V}} =-\operatorname {grad} \Pi }:
{\displaystyle {\frac {d}{dt}}\Gamma _{C}(\mathbf {V} )={\frac {d}{dt}}\oint \limits _{C}\mathbf {V} \cdot \mathbf {\delta r} =\oint \limits _{C}\mathbf {\dot {V}} \cdot \mathbf {\delta r} =-\oint \limits _{C}\operatorname {grad} \Pi \cdot \delta \mathbf {r} =-\oint \limits _{C}\delta \Pi =0,}
следовательно, {\displaystyle \Gamma } — постоянная величина.
Теорема была сформулирована и доказана У. Томсоном в 1869 году.
Дифференциальной формой Теоремы Кельвина является уравнение вихря.